# Свинін Борис Олександрович
Свинін Борис Олександрович (рос. Свинин Борис Александрович 1938, Свердловск, СССР — 1994, Санкт-Петербург ) — російський радянський скульптор, майстер фонтанної скульптури.

## Умови формування та передісторія
Архітектура в СРСР у повоєнний період розпочала дрейф від стилістики запізнілої сецесії до історизму у вигляді неокласицизму (або сталінського ампіру).
З доби політичної відлиги запроваджено функціоналізм при вирішенні гострих проблем народного господарства в умовах дефіциту житла і товарного дефіциту. Радянський функціоналізм мав бідні, спрощені і невибагливі форми, висміяні у жартах та радянському кіно «З легким паром».
В радянській скульптурі СРСР почали спроби відродити надуману революційну романтику. Але постанова московської влади про заборону надмірностей в архітектурі могутьо вплинула і на скульптуру та скульптурний декор, котрий визнали неприпустимою витратою грошей. Саме на цей перехідний і плутаний період і припало формування художньої особистості Бориса Свиніна. Він був захоплений можливостями спрощеного та надто узагальненого так званого «суворого стилю». Звідси надто спрощені форми його портретних творів. 
Згодом стало зрозуміло, що незважаючи на кремлівські заборони, в художній практиці залишились потрібними і скульптурний декор, і декоративна скульптура. Особливо гостро ця проблема поставала у новостворених містах — з маловиразною і типовою забудовою, з порожніми площами, з диктатом прямого кута. Саме ці лякливо порожні площі міст  і почали заповнювати офіциозними монументами В. Леніну чи місцевим прокомуністичним діячам. Іноді площі віддавали під створення нових фонтанів. Майстром фонтанної і декоративної скульптури і став Борис Свинін. Він роками працював над гуманізацією міського простору нового міста Навої у тодішньому радянському Узбекистані. З ним був підписаний договір на декорування декількох фонтанів міста Навої. Серед них — довгий фонтанний комплекс з басейнами «Річки Узбекистану» на основі місцевої легенди про героя Фархада (архітектори Г. Гончаров, І. Орлов, К. Коротков та Т. Сафонова та інженери-гідротехніки).
Практика залучення обдарованих, фахових скульпторів для створення декоративної міської скульптури чи декоративних фонтанів мала надто обмежену практику у СРСР.

## Життєпис
Народився у місті Свердловськ. Навчався в середній школі в місті Курган .
1954 року влаштувався на навчання у місті Нижній Тагіл у середню художню школу. Серед викладачів школи був молодий скульптор Ушаков Василь Михайлович, у котрого і навчався студент.
1959 року влаштувався на навчання у Ленінградському вищому художньо-промисловому училищі ім. В. Мухіної (колишнє вище училище технічного малювання барона Штиглиця), котре готувало митців декоративно-ужиткового мистецтва.
Серед перших значимих творів молодого скульптора — участь у створенні низки монументів « Пояс зеленої слави » у передмісті тодішнього Ленінграда у Лемболово.
Декоративні якості його обдарування та навчання виявились в узагальненні та декотрій декоративності пласкої брили бетону, де молодий скульптор створив рельєф на лицьовому боці.
Згодом він став відомим в СРСР майстром декоративної фонтанної скульптури (серед кращих — фонтан «Викрадення Європи Зевсом у подобі бика», Судак (Крим), фонтанна група «Річки Узбекистану», місто Навої, Узбекистан ).
Мав надто високу майстерню на Василівському острові. Відвідувачам його майстерні запам'яталась фонтанна скульптура «Гюль-Шара» (Ранкова квітка), фонтанна скульптура шести метрів заввишки під час її створення.

## Обрані твори (перелік)
- «1919 рік» або «Червоноармієць»
- Декоративна композиція, Будинок вчених, Новосибірськ
- «Зелений пояс слави», Лемболово, Ленінградська область
- «Викрадення Європи Зевсом у подобі бика», Судак (Крим), фонтанна скульптура
- «Дівчина з Василівського острова», декоративне погруддя
- Фонтанна група «Річки Узбекистану», місто Навої, Узбекистан
- Узбекське народне свято, скульптурна жанрова композиція
- «Гюль-Шара» (Ранкова квітка), фонтанна скульптура
- «Алішер Навої»
- «Омар Хаям»
- «Іфігенія в Тавриді»
- «Аполлон і Дафна», Судак (Крим)
- «Дракони», фонтанна скульптура
- «Письменник Вйюгов», портретна голова
- «Художник Андрій Яковлев», портретна голова
- «Портрет Ігоря» (погруддя)